# Sea Ranch (California)
Sea Ranch es un lugar designado por el censo ubicado en el condado de Sonoma en el estado estadounidense de California. En el año 2010 tenía una población de 1.305 habitantes.

## Geografía
Sea Ranch se encuentra ubicado en las coordenadas 38°44′34.45″N 123°28′33.91″O / 38.7429028, -123.4760861.